# Diventeranno famosi
Diventeranno famosi (Camp) è un film del 2003 (in Italia uscito nel 2005) scritto e diretto da Todd Graff.

## Trama
Un gruppo di ragazzi prende coscienza del proprio talento in un campeggio estivo.

## Caratteristiche
Il film è ispirato a una vera esperienza in campeggio vissuta dal creatore.